# Sternocoelis acutangulus
Sternocoelis acutangulus är en skalbaggsart som först beskrevs av Lewis 1887.  Sternocoelis acutangulus ingår i släktet Sternocoelis och familjen stumpbaggar. Inga underarter finns listade i Catalogue of Life.